# Groß Niendorf (Holstein)
Groß Niendorf település Németországban, Schleswig-Holstein tartományban, Segeberg járásban. Lakosainak száma 638 fő (2023. december 31.).
Itt született Christian Rohlfs neves német festő.

## Népesség
A település népességének változása:
| Lakosok száma | 459  | 669  | 675  | 676  | 656  | 638  |
|               | 1975 | 2017 | 2019 | 2021 | 2022 | 2023 |